# E93
La ruta europea E93 és una carretera obsoleta de la xarxa de carreteres europees. Començava a Moscou (Rússia) i arribava fins a la frontera amb Ucraïna. Fou reclassificada com a carretera E95.